# Dumbrăvița (Timiș)
Dumbrăvița é uma comuna romena localizada no distrito de Timiș, na região histórica do Banato (parte da Transilvânia). A comuna possui uma área de 22.14 km² e sua população era de 7522 habitantes segundo o censo de 2011.

## População
| 2001 | 2011 |
| 2693 | 7522 |